# Puentecillas (Guanajuato)
Puentecillas es una localidad del estado mexicano de Guanajuato. Es parte del municipio de Guanajuato.

## Demografía
| Gráfica de evolución demográfica |
|                                  |

| Censo | Población |
| ----- | --------- |
| 1900  | 365       |
| 1910  | 378       |
| 1921  | 271       |
| 1930  | 210       |
| 1940  | 293       |
| 1950  | 351       |
| 1960  | 868       |
| 1970  | 875       |
| 1980  | 1 205     |
| 1990  | 1 640     |
| 2000  | 2 124     |
| 2010  | 2 799     |
| 2020  | 4 179     |